# Teoría de los sistemas dinámicos complejos
Teoría de Sistemas Dinámica Compleja es una perspectiva y aproximación en las área de lingüísticas al estudio de segunda adquisición de lengua. El término general Teoría de Sistemas Dinámica Compleja estuvo recomendada por Kees de Bot para referir a ambas teoría de Complejidad y teoría de sistemas Dinámicos.

## Orígenes
La aproximación de sistemas dinámica a segunda adquisición de lengua origina de matemática aplicada qué estudios sistemas dinámicos. La introducción de teoría de sistemas dinámicos para estudiar el desarrollo en ciencias sociales puede ser atribuido a Esther Thelen quién lo aplicó para estudiar desarrollo de motor. Explique el Un-no-B error de una perspectiva de teoría de sistemas dinámica.
Diane Larsen-Freeman en su artículo "Chaos/Complexity Science and Second Language Acquisition" (Ciencia de Complejidad/de Caos titulada y Segunda Adquisición de Lengua)", publicado en 1997, era el primer científico para sugerir la aplicación y la introducción de teoría de sistemas dinámicos para estudiar segunda adquisición de lengua. En su artículo  reclame que la lengua tendría que ser vista como sistema dinámico qué es dinámico, complejo, nonlinear, caótico, imprevisible, sensible a condiciones iniciales, abiertos, self-organizando, la retroalimentación sensible, y adaptive.

## Definición
Larsen-Freeman reclama en un artículo en 1997 que segunda adquisición de lengua tendría que ser vista como del desarrollo procesar cuál incluye lengua attrition así como adquisición de lengua.
Adquisición de segundo lenguaje es principalmente estudiado por aplicar teoría de sistemas dinámicos. La lengua está considerada para ser un sistema qué incluye muchos subsistemas como sistema lingüístico, phonetic sistema. Los sistemas dinámicos están interconectados, non-linelos, adaptados, abiertos, sensibles a condiciones iniciales.  La variabilidad está vista como una propiedad inherente del desarrollo y él no es vistos tan error de medida, por tanto de una variabilidad de perspectiva de sistemas dinámica en el dato está analizada e información valiosa considerada.

## Características principales
Las características principales de segundo desarrollo de lengua de una perspectiva de sistemas dinámica es:
- Dependencia sensible en condiciones iniciales
- Completo interconnectedness
- Nonlinearity En desarrollo
- Cambio a través de reorganización interna (self-organización) e interacción con el entorno
- Dependencia en recursos internos y externos
- Cambio constante, con variación caótica a veces, en qué los sistemas sólo temporalmente resuelven a attractor estados
- Iteración
- El cambio causado por interacción con el entorno y reorganización interna
- Propiedades emergentes

Hay dependencia sensible en las condiciones iniciales normalmente citadas como el efecto de Mariposa. Estudiantes de lengua diferente empiezan aprender una segunda lengua (L2) con fondo diferente (motivación diferente, aptitud de lengua etc.). El resultado critically depende de las condiciones iniciales de los estudiantes de lengua. Los sistemas de una lengua son completamente interconectó. El desarrollo del sistema sintáctico afecta el desarrollo del sistema léxico y viceversa. Segundo desarrollo de lengua es nonlinear aquello es estudiantes de lengua  adquirir palabras nuevas en tempo diferente. Encima un día  podrían adquirir diez palabras nuevas, pero al día siguiente  pueden aprender sólo uno. En el tercer día incluso podrían olvidar algunos del vocabulario anteriormente aprendido. En adquisición de un segundo idioma ocurre a través de self-organización cuáles pueden tener lugar unpredictably. Estudiantes de lengua' es dependiente en recursos internos y externos. Los recursos internos son los factores motivacionales  de los estudiantes de lengua, mientras el profesor de lengua o el entorno son ejemplos de los recursos externos. El crecimiento está descrito como un proceso iterativo en segundo desarrollo de lengua y él es a menudo modelled por utilizar coupled-modelos de ecuación (Logistic Ecuación).
En un estudio en la función de @self-regulation en desarrollo lingüístico, Viento y Harding (2020) encontró que el grado bajo de variabilidad en complejidad léxica y sintáctica en escribir podría ser atribuido a saliente attractor declara aquello dominó el participante  self-sistemas reguladores.